# يوهان كاسبار هورنر
يوهان كاسبار هورنر (بالإنجليزية: Johann Caspar Horner )‏ (و. 1774 – 1834 م) هو رياضياتي، وعالم فلك من سويسرا . ولد في زيورخ .
توفي في زيورخ، عن عمر يناهز 60 عاماً.